# Kitinvaara
Kitinvaara är ett naturreservat i Övertorneå kommun i Norrbottens län.
Området är naturskyddat sedan 2011 och är 3,4 kvadratkilometer stort. Reservatet omfattar främst berget Vuolikkalanvinsa. Reservatet består av barrskog med inslag av lövträd.